# Tagbo Falls
Tagbo Falls är ett vattenfall i Ghana.   Det ligger i regionen Voltaregionen, i den sydöstra delen av landet, 190 km norr om huvudstaden Accra. Tagbo Falls ligger 195 meter över havet.
Terrängen runt Tagbo Falls är platt åt sydväst, men åt nordost är den kuperad. Runt Tagbo Falls är det ganska tätbefolkat, med 155 invånare per kvadratkilometer. Närmaste större samhälle är Hohoe, 15,5 km öster om Tagbo Falls. Omgivningarna runt Tagbo Falls är en mosaik av jordbruksmark och naturlig växtlighet.